# Col de Pau
Le col de Pau (puerto del Palo en espagnol) est un col de montagne situé sur la ligne de partage des eaux pyrénéenne au sud de Lescun entre le Cotdoguy (2 019 m) et le pic de Burcq (2 105 m).

## Géographie

### Topographie
Il sépare la petite vallée de Labrénère où coule un affluent du gave de Lescun (vallée d'Aspe) et le vallon de las Foyas de Santa Maria ouvrant sur la vallée de l'Aragon Subordan en Aragon.

## Voies d'accès
Le col est emprunté par la HRP. Il permet de rejoindre la vallée d'Ansabère en contournant par l'ouest du Pic de l'Arraille (2 147 m).